# Apororhynchus aculeatus
Apororhynchus aculeatus es una especie de acantocéfalo, gusano parásito microscópico que se adhieren a la pared intestinal de los vertebrados terrestres.

## Distribución
Su área de distribución se encuentra en Sudamérica. Se ha encontrado infectando a los Oriolis cristatus en Santos, Brasil. 

## Enlaces
Wikispecies tiene un artículo sobre Apororhynchus aculeatus
- Datos: Q5375708
- Especies: Apororhynchus aculeatus